# Polygala angolensis
Polygala angolensis är en jungfrulinsväxtart som beskrevs av Chod.. Polygala angolensis ingår i släktet jungfrulinssläktet, och familjen jungfrulinsväxter. Inga underarter finns listade i Catalogue of Life.